# Charinus madagascariensis
Espèce
Charinus madagascariensis est une espèce d'amblypyges de la famille des Charinidae.

## Distribution
Cette espèce est endémique de Madagascar.

## Description
La carapace du mâle décrit par Miranda, Giupponi, Prendini et Scharff en 2021 mesure 2,60 mm de long sur 3,80 mm et celle des femelles de 2,80 à 3,65 mm de long sur de 4,00 à 5,44 mm.

## Étymologie
Son nom d'espèce, composé de madagascar et du suffixe latin -ensis, « qui vit dans, qui habite », lui a été donné en référence au lieu de sa découverte, Madagascar.

## Publication originale
- Fage, 1954 : « Remarques sur la distribution géographique des Pedipalpes Amblypyges africains, accompagnées de la description d'une espèce nouvelle de Madagascar Charinus madagascariensis nov. sp. » Annales du Musée du Congo Belge, vol. 1, p. 180-184.